# التنوع الحيواني في إيطاليا

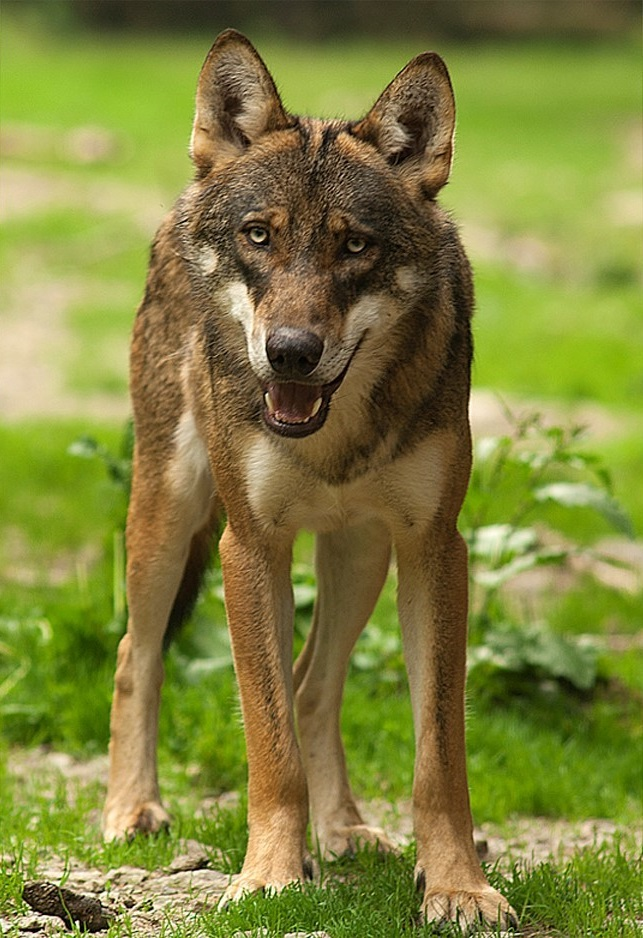
الذئب في حديقة ميركانتور الوطنية: رمز للحياة البرية المحمية في أوروبا

تمتلك إيطاليا واحدة من أعلى مستويات التنوع البيولوجي الحيواني في أوروبا مع أكثر من 57,000 من الأنواع المسجلة (أكثر من ثلث جميع الحيوانات الأوروبية). يرجع ذلك لكون إيطاليا:
- جنوبية الموقع الجغرافي ويحيط بها حوض البحر الأبيض المتوسط وبحر إيجة. هناك 8000 كم من السواحل وتقع شبه الجزيرة الإيطالية في وسط البحر الأبيض المتوسط وتشكل ممراً بين وسط أوروبا وشمال أفريقيا. تتلقى إيطاليا أيضاً أنواعاً من منطقة البلقان وأوروبا والشرق الأوسط.
- تنوع تضاريس البلاد.
- سلاسل الجبال العالية ولا سيما في جبال الألب وجبال الأبنين.
- تنوع المناخ والموائل (الألب في الشمال والغابات والأنهار في وسط إيطاليا والسهول في الجنوب.
- التنوع النباتي الكبير (9,000 نوع وتشكل نصف مجموع أوروبا).
- 86 ٪ من الحيوانات الإيطالية برية و14 ٪ مائية. تمثل الحشرات حوالي ثلثي جميع الحيوانات في إيطاليا.